# Síntese assimétrica
Síntese assimétrica, também chamada de síntese enantiosseletiva, síntese quiral  ou  síntese estereosseletiva, é definida pela IUPAC como a reação química (ou sequência de reações), em que um ou mais de novos elementos de quiralidade são formados numa molécula de substrato, e que produz produtos estereoisoméricos (enantioméricos ou diastereoisoméricos) em quantidades desiguais.

## Introdução[editar|editar código-fonte]
Atualmente uma série de compostos oticamente ativos são produzidos juntamente com os seus enantiômeros indesejados. O isolamento do enantiômero de interesse, em boa parte dos casos, é feita através da resolução do racemato levando a ao descarte de metade do produto reacional e, conseqüentemente, a uma alta ineficiência do processo sintético. Assim, a síntese estereosseletiva é uma ferramenta poderosa para atingir a produção eficiente de um composto oticamente ativo já que através dela é possível a eliminação do anti-pode indesejado nos estágios iniciais da reação. Assim, nas reações estereosseletivas, substrato e reagente se combinam para formar um estado de transição diastereométrico de modo a ocorrer a conversão de um reagente aquiral a um produto quiral em um ambiente quiral.

### Estratégias empregadas em síntese estereosseletiva

#### Caso 1: abordagem quiral
Compostos quirais que se encontram na natureza, como açúcares ou aminoácidos, podem ser utilizados como excelentes materiais de partida. Entretanto, a sua aplicação em síntese estereosseletiva é condicionada a uma fácil disponibilidade e a uma alta pureza enantiomérica. As sínteses da exo-brevicomina e da negamicina ilustram bem a aplicação de compostos quirais naturais neste tipo de abordagem.
A 6,8-dioxaliciclo[3.2.1]octano ou (+)-exo-brevicomina (A) é um feromônio do besouro ocidental de pinho e é sintetizada a partir de glicose (B) utilizando o processo de retro síntese descrito na figura abaixo.

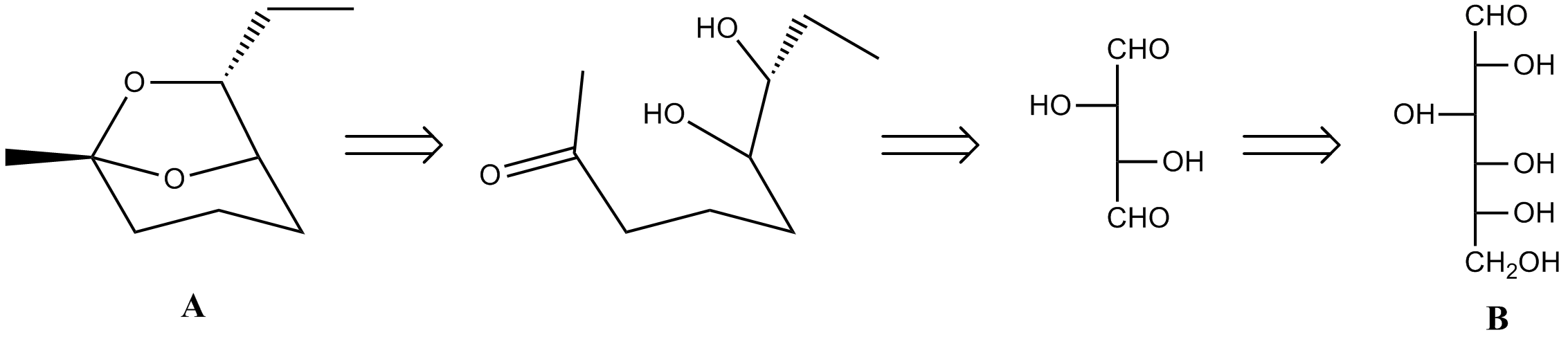
Retro síntese da exo-brevicomina (A) a partir de glicose (B).

Negamicina (C), um antibiótico de alta aplicabilidade que é produzido naturalmente pela Streptomyces purpeofuscus,  também já foi sintetizado a partir de glicose (B) como demonstrado na figura abaixo.

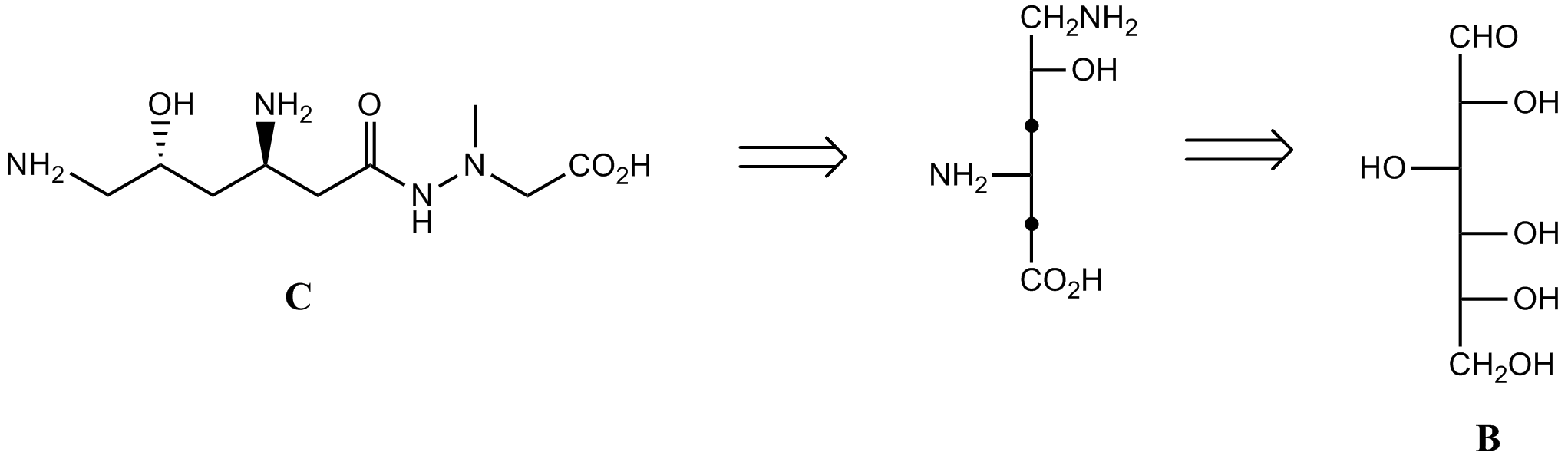
Retro síntese da negamicina (C) a partir de glicose (B).

#### Caso 2: Abordagem distereosseletiva acíclica
A princípio, a síntese estereosseletiva envolve formação de uma nova unidade estereogênica no substrato sob a influência de um grupo quiral originário de um produto natural quiral.  Este método pode ser dividido em quatro classes majoritárias, as quais dependem de como essa influência é exercida: (1) métodos controlados pelo substrato; (2) métodos controlados por um auxiliar; (3) métodos controlados por reagente; (4) métodos controlados por catalisador.

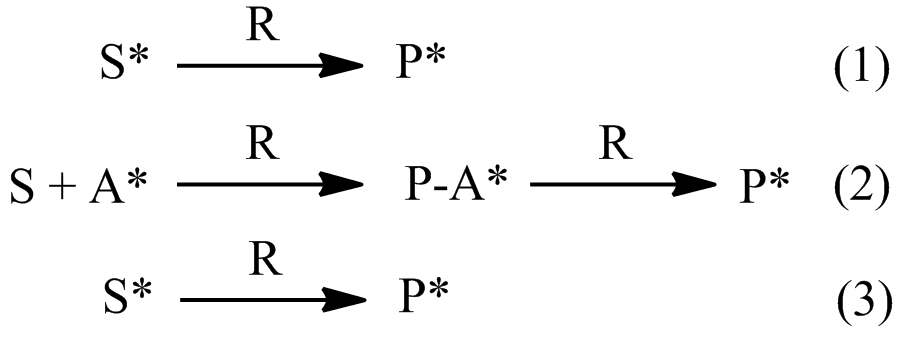
Esquema das classes de sínteses estereosseletivas de primeira(1), segunda(2) e terceira(3) "gerações"

O método de controle por substrato é também chamado de primeira geração da síntese assimétrica. Esta metodologia é baseada no contato intramolecular com a unidade estereogênica que já existe no substrato quiral. A formação de uma nova unidade estereogênica muito frequentemente ocorre pela reação do substrato com um reagente aquiral em um sítio diastereotópico controlado por uma unidade estereogênica próxima. A reação controlada por auxiliar é referida como a segunda geração da síntese assimétrica. Esta abordagem é similar a primeira geração na qual o controle assimétrico é alcançado intramolecularmente por um grupo quiral no substrato. A diferença se faz no grupo direcionador, o “auxiliar quiral”, o qual é deliberadamente ligado ao substrato original quiral visando direcionar a reação enantioseletiva. O auxiliar quiral será removido uma vez que a transformação enantiosseletiva esteja completa. Embora métodos de segunda geração se mostrarem aplicáveis, a necessidade de duas etapas adicionais, que são a ligação e a remoção do auxiliar quiral, é leva a uma considerável ineficiência do processo. Na terceira geração, o substrato aquiral é diretamente convertido ao produto quiral usando um reagente quiral. Em contraste com métodos de primeira e segunda geração, o controle estérico é conduzido no âmbito intermolecular. Nas três transformações quirais mencionadas previamente, quantidades estequiométricas de compostos puros são necessárias.
Nos últimos anos vêm sendo desenvolvidos métodos sofisticados que combinam elementos dos métodos de primeira, segunda e terceira geração e envolvem a reação de substratos quirais com reagentes quirais, criando quarta e quinta gerações (4 e 5).

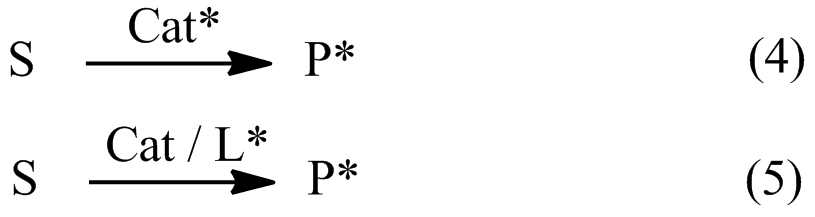
Esquema das classes de sínteses estereosseletivas de quarta(4) e quinta(5) "gerações"

Estes métodos se mostram promissores em reações nas quais duas novas unidades estereogênicas são formadas estereosseletivamente em uma única etapa.O mais significativo avanço na sintese estereosseletiva nas três últimas décadas foi a aplicação de catalisadores quirais para induzir a conversão de substratos quirais a produtos quirais. Numa catálise acelerada por ligante, a adição de um  ligante aumenta a velocidade de reação de uma transformação catalítica que já está em andamento. Tanto a aceleração por ligante o processo catalítico básico atuam simultaneamente e são complementares entre si. A vantagem da sintese estereosseletiva catalítica advém da necessidade de pequenas quantidades de catalisadores quirais para a produção de grandes quantidades de produtos quirais.

#### Caso 3: Dupla diastereosseleção e dupla indução assimétrica
Em reações diastereosseletivas, a indução assimétrica permanece a mesma se o substrato for enantiomericamente puro (homoquiral) ou o racemato provido do reagente é aquiral. A situação é, entretanto, diferente se o reagente é oticamente puro. O efeito das varias combinações entre substrato e reagentes (quiral ou aquiral) é melhor discutido através da redução da 2-metil cicloexanona com reagentes doadores de prótons. A cetona se apresenta nas formas S e R (Figura abaixo).

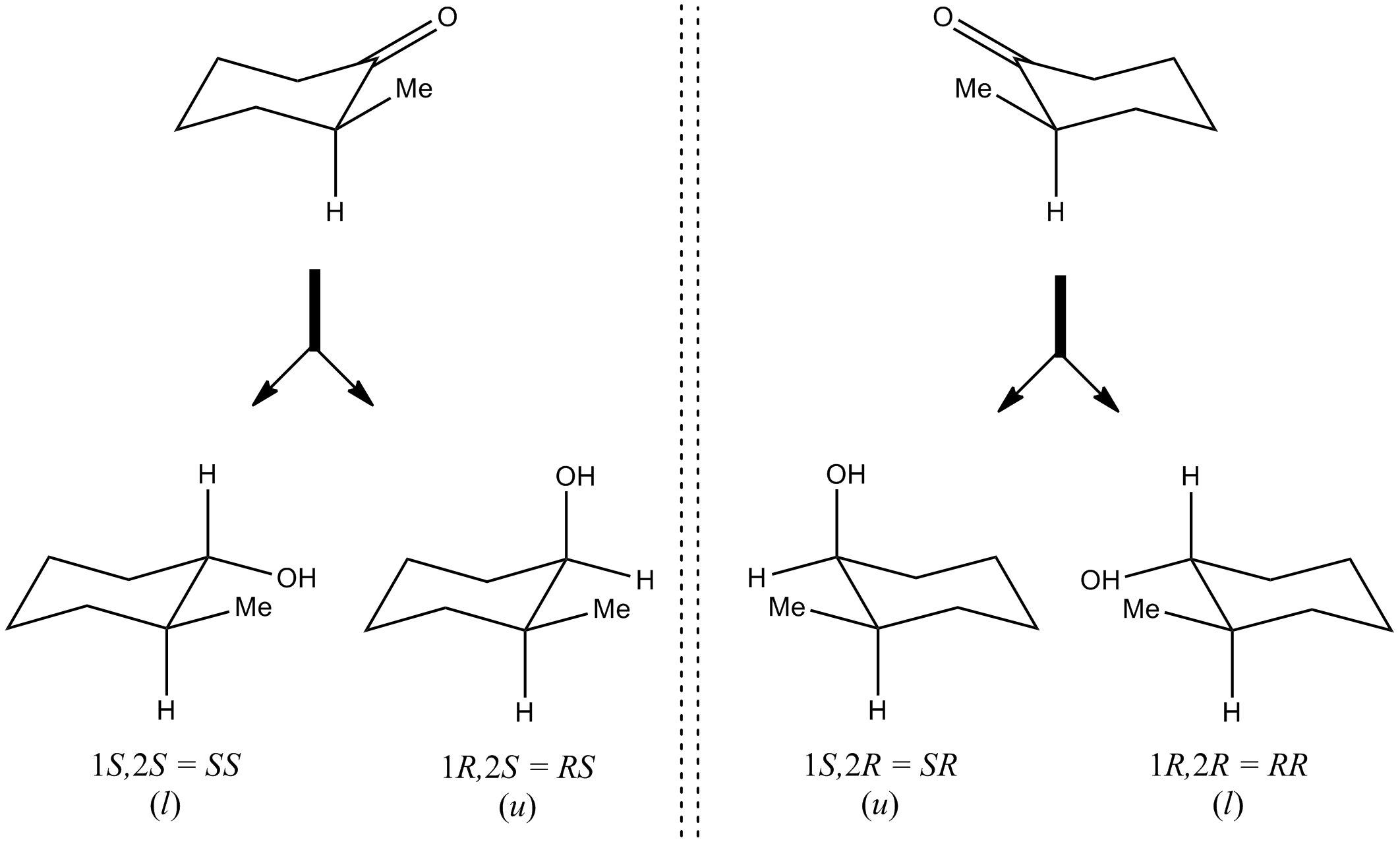
Redução da 2-metil cicloexanona com reagentes doadores de prótons

Quando ambas são reduzidas por um reagente aquiral, como o hidreto de lítio e alumínio, dois diastereoisômeros são formados: um trans (1S,2S da S-cetona e o 1R,2R da R-cetona ambas designadas como I segundo Prelog-Seebach) e um cis (1R,2S ou 1S,2R designado u), onde este último é o predominante. A indução assimétrica ou o excesso diastereoisomérico (de) é dado pela seguinte equação:
Indução assimétrica = de = {\displaystyle {\frac {[I]-[u]}{[I]+[u]}}\times 100\%}
Duas situações devem ser consideradas: 1)O substrato é enantiomericamente puro (a S-cetona no lado esquerdo do diagrama) e o agente redutor quiral, ambos R e S. Com o R-reagente, o estado de transição para a formação do isômero trans (l) pode ser representado por SS-R (quiralidade R do reagente sendo adicionado aos descriptores topográficos do produto) e com o S-reagente, o estado de transição pode ser representado por SS-S. Os dois estados de transição são diastereoisoméricos e então a indução assimétrica ou diastereosseleção (de) será diferente quando a S-cetona (ou R-cetona) é reduzida com reagentes de quiralidade oposta. A diastereosseletividade em cada combinação de substrato e reagente (SR e SS) deve ser considerada levando em consideração duas contribuições: a primeira relacionada à seletividade diastereofacial inerente ao substrato e a outra relacionada à seletividade diastereofacial inerente ao reagente levando ao que é conhecido como dupla indução assimétrica, ou dupla diastereosseleção. As duas contribuições podem operar sinergicamente promovendo uma diastereosseletividade global ou atuar de maneiras opostas reduzindo a diastereosseletividade. Uma situação similar surge se a quiralidade de um reagente é mantida fixa (R, por exemplo) e a do substrato é variada (S ou R). Os estados de transição do isômero l é agora SS-R ou RR-R (diastereoisomérico). O mesmo argumento prevalece para a formação do isômero u, agora sendo os estados de transição RS-R ou SR-R.
2)Na segunda situação, o substrato é racêmico (S- ou R-cetona) e o reagente é oticamente puro (R). Novamente, o isômero l (trans) pode ser formado através dos estados de transição SS-R e RR-R os quais não são enantioméricos (como no caso do reagente aquiral) mas são diastereoisoméricos, o que levará a formação de dos isômeros trans SS e RR em quantidades diferentes. O mesmo irá acontecer ao isômero u (cis), ou seja, RS e SR serão formados em quantidades diferentes de modo aos isômeros cis e trans apresentarem excesso enantiomérico (quatro estereoisômeros são agora formados em quantidades diferentes). Nesses casos, se tem com regra geral que o valor de ee de um diastereoisômero é inversamente proporcional a sua diastereosseletividade, ou seja, o isômero mais abundante terá o menor valor de ee.

#### Caso 4: Dessimetrização
Dessimetrização, o qual se refere ao processo de dessimetrização eficiente de moléculas meso ou aquirais para produzir moléculas quirais, é um método versátil para o preparo de moléculas quirais não racêmicas. Dessimetrização de compostos meso geralmente leva a formação de ligações C-C ou C-X (onde X é um heteroátomo). A reação normalmente usa um grupo funcional que reside no elemento de simetria (na maioria dos casos num plano ou eixo C2) para diferenciar duas (ou mais) funcionalidades simetricamente equivalentes em outras posições nas moléculas do susbtrato. Levando em consideração o trabalho de Hoye et al., o grupo carbonila que está no eixo simétrico C2 no ceto diácido A pode ser reduzido ao álcool B. Quando ocorre uma lactonização via catálise ácida do grupo hidroxila com tanto o grupo carboxila em C-1 ou em C-9, monolactona C ou ent-C  pode ser produzido, realizando portanto a dessimetrização do substrato A(figura abaixo).

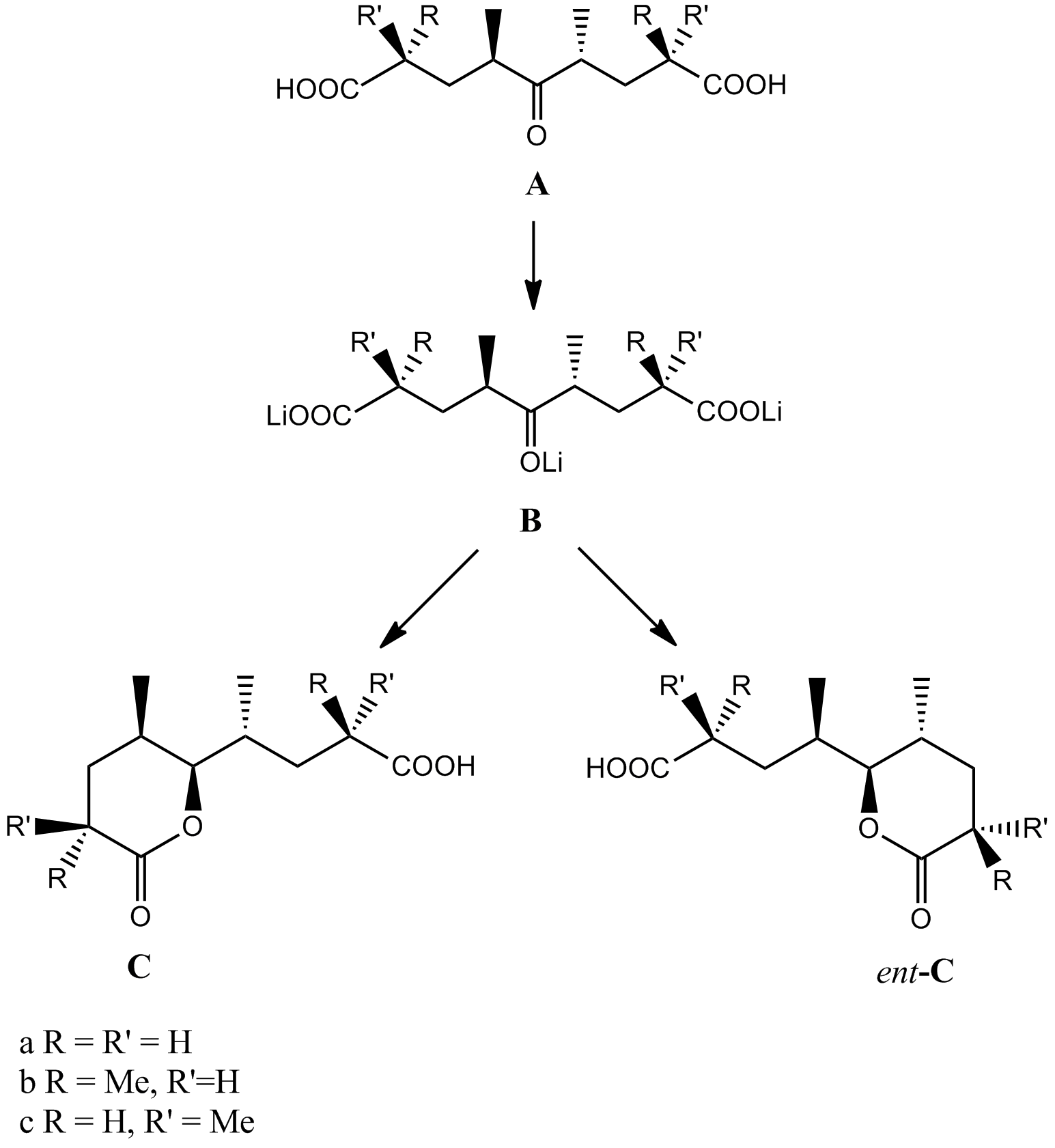
Esquema de reação onde há dessimetrização do substrato A

#### Caso 5: Envenenamento quiral
Uma outra área de interesse é a possibilidade da criação de compostos oticamente ativos com catalisadores racêmicos. O termo envenenamento quiral foi cunhado para situações onde uma substância quiral desativa um dos enantiômeros do catalisador racêmico. O complexo enantiomericamente (R,R)-chiraphos de ródio pode produzir (S)-metil succinato com mais de 98% ee quando aplicado na hidrogenação assimétrica do subtrato itaconato. Um método prático e econômico foi então proposto usando [(chiraphos)Rh]22+ na presença de um “envenenador” quiral. Esse “envenenador” é adicionado para desativar um dos enantiômeros do catalisador, deixando apenas um livre para participar da reação. Quando da utilização do sistema catalítico racêmico, [(chiraspho)Rh]22+ mais (S)-methophos, o produto metil-succinato pode ser obtido em 49% de ee(figura abaixo).

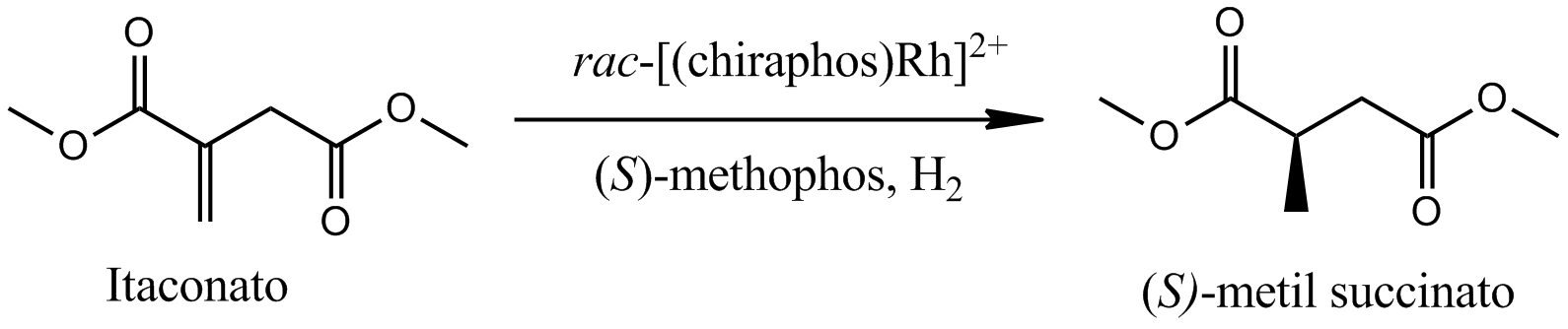
Esquema de reação onde a aplicação de um sistema catalítico racêmico [(chiraspho)Rh]22+ mais (S)-methophos levou a produção de metil-succinato com 49% de ee.

#### Caso 6: Amplificação quiral
Uma outra conquista recente em reações assimétricas é o estudo da autocatálise quiral – onde o produto por si só catalisa sua própria síntese assimétrica,ou seja, o catalisador quiral e os produtos são os mesmos. Uma das grandes vantagens deste método sintético é ausência de uma separação de catalisadores dos produtos ao fim da reação já que o produto de reação é o catalisador da mesma. Soai et al. descobriram que o álcool (S)-pirimidínico (A) (20% mol, 94,8% ee) catalisou sua própria síntese numa reação entre o aldeído (B) e zinco di-isopropil.

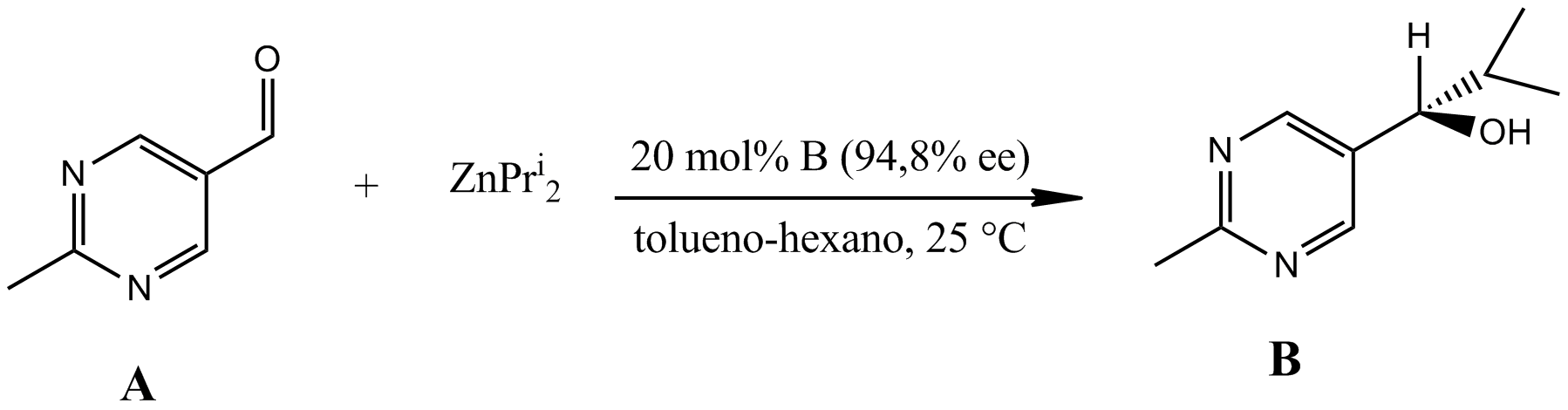
Exemplo de reação onde há amplificação quiral: o álcool (S)-pirimidínico (A) (20% mol, 94,8% ee) catalisou sua própria síntese numa reação entre o aldeído (B) e zinco di-isopropil

Na reação descrita na figura acima, foi obtido um produto com 48% de rendimento e 95,7% ee. Do mesmo modo, quando a reação é desenvolvida a partir de 20% de (S)-pirimidil com apenas 2% de ee, o primeiro ciclo gera o álcool com 10% de ee. Reações subseqüentes aumentam o valor de ee acima de 88%.

### Exemplos de reações estereoseletivas
O esquema abaixo ilustra exemplos de tipos de reações estereoseletivas discutidas neste tópico. Os três primeiros exemplos (1A, 2A e 3A) são hidrogenações catalíticas, da quarta a sexta (1B, 2B e 3B) são exemplos de redução de cetonas cíclicas e a sétima e oitava (1C e 2C) são adições nucleofílicas em cetonas acíclicas.

#### Efeito direcionador de substituintes em hidrogenações heterogêneas e homogêneas
A hidrogenação de ligações duplas de carbono-carbono é uma reação bem genérica. Exceto nos casos muito estericamente impedidos, geralmente, a reação prossegue rapidamente e de forma limpa. A hidrogenação pode seguir catalisada com uso ou de metais dispersos de forma particulada (heterogêneo) ou de forma solúvel por complexos metálicos (homogêneo). Nestes alcenos, preferencialmente, a doação de hidrogênio se da na posição sin a partir da face menos impedida da ligação dupla. O grau de estereosselectividade é dependente da estrutura do reagente, catalisadores e condições da reação. Doadores de grupos funcionais, especialmente hidroxilo e amino podem ser direcionada sin.

#### Redução por hidretos de cetonas cíclicas
A estereosselectividade de adições nucleofílicas a cetonas cíclicas tem sido estudado extensivamente. A estereosseletividade em cicloexanonas é determinada pela preferência dos reagentes em abordagens axiais ou direção equatorial (figura abaixo). A conformação cadeira de ciclohexanona coloca o grupo carbonílico em um ambiente assimétrico.
Esta tensão de torção é aliviada pelo ataque axial, enquanto no equatorial, a tensão é aumentada porque o átomo de oxigênio deve passar por um arranjo totalmente eclipsada.

#### Adição nucleofílica estereoseletiva em grupos carbonílicos acíclicos
As reações de adições foram estudadas com uma variedade de nucleófilos, neste tópico será utilizado dados de adição por hidreto e compostos organometálicos, no qual, inicialmente foram analisados por D. J. Cram e seus colaboradores no qual desenvolveu uma relação empírica denominada Regra de Cram (Cram's rule).
No qual dita:
- O centro assimétrico existente teria um pequeno (small), médio (medium) e grande (large) grupo denotado S, M e L, respectivamente.
- Na conformação do reativo, o grupo carbonílico orienta-se de tal modo que ele irá estar entre o grupo pequeno e médio do grupo.
- O nucleófilo iria preferir atacar a partir do lado do pequeno grupo, resultando na formação de um diasteroisômero predominante.

Quando o material de partida é um enantiômero puro, a mistura do produto iria mostrar predominância de um enantiômero. Sua argumentação foi apoiada com um conjunto de seus próprios experimentos mostrados na figura abaixo.

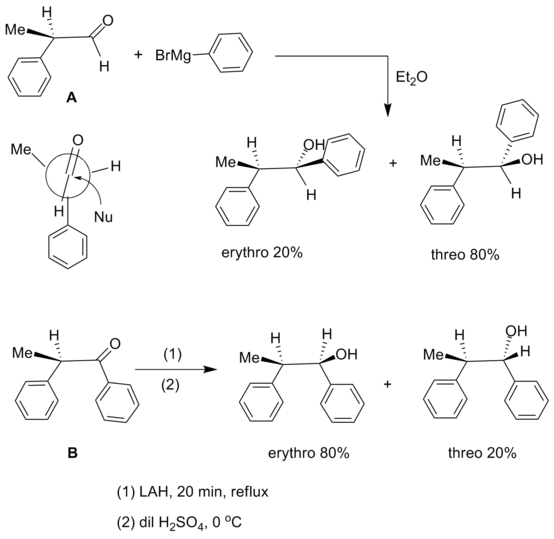
Conjunto de experimentos para formulação da Regra de Cram.

Foi observado então, que o produto principal foi corretamente previsto por um modelo em que o maior grupo foi eclipsado com o outro substituinte carbonílico. Na medida que os químicos consideraram a origem desta diastereosseletividade, a conformação reativa que é considerada como sendo a mais importante mudou. O Modelo de Felkin-Ahn coloca o substituinte maior perpendicular ao grupo carbonilo.
Prevê o mesmo produto pelo modelo de Cram, embora a interpretação seja diferente.